# 청주여자고등학교
청주여자고등학교(淸州女子高等學校)는 대한민국 충청북도 청주시 청원구 율량동에 위치한 공립 고등학교이다.

## 학교 연혁
- 1938년 4월 11일 : 제1대 야마다 다케사브로 교장 부임
- 1938년 5월 1일 : 청주제2공립고등여학교 개교(인문과 1학급, 수업연한 4년)
- 1940년 5월 1일 : 학교 건물 준공(청주시 사직동)
- 1942년 3월 20일 : 제1회 졸업식(48명 졸업)
- 1946년 4월 1일 : 부설 사범과(1년제) 설치
- 1946년 5월 17일 : 청주공립여자중학교(6년제)로 개편
- 1950년 5월 7일 : 사범과 5회 졸업. 폐과
- 1951년 9월 10일 : 중․고 분리하여 청주여자고등학교 개교(3년제)
- 1952년 4월 2일 : 학교 이전(청주시 수동)
- 1975년 4월 6일 : 부설 방송통신고등학교 개교
- 1981년 9월 1일 : 학교 이전(청주시 율량동 534)
- 1984년 12월 31일 : 강당 준공(466평)
- 1985년 12월 14일 : 생활관 준공(59평)
- 1994년 11월 20일 : 무용실(2.5), 교실(1), 도서실(1.5) 증축
- 2006년 3월 1일 : 36학급 인가
- 2008년 11월 19일 : 백합학사 준공
- 2014년 8월 30일 : 식생활관 증축 및 현대화 시설 정비
- 2015년 8월 30일 : 백합관(강당) 리모델링
- 2020년 12월 17일 : 청명관 준공
- 2024년 2월 7일 : 제82회 졸업식(263명) 총 졸업인원(31,105명)
- 2024년 3월 1일 : 제33대 오영록 교장 부임
- 2024년 3월 4일 : 2024학년도 입학(10학급 295명)

## 참고 자료
- 청주여자고등학교 - 한국교육학술정보원 학교알리미